# Confederação Brasileira de Cinofilia
Confederação Brasileira de Cinofilia (CBKC) é uma confederação cinófila sediada no Rio de Janeiro, e que estabelece padrões para criação, emite registros, pedigrees e promove exibição e premiação de cães de raça pura no Brasil. A confederação é filiada a Federação Cinológica Internacional (FCI), sendo a representante deste sistema no Brasil.

## Atuação

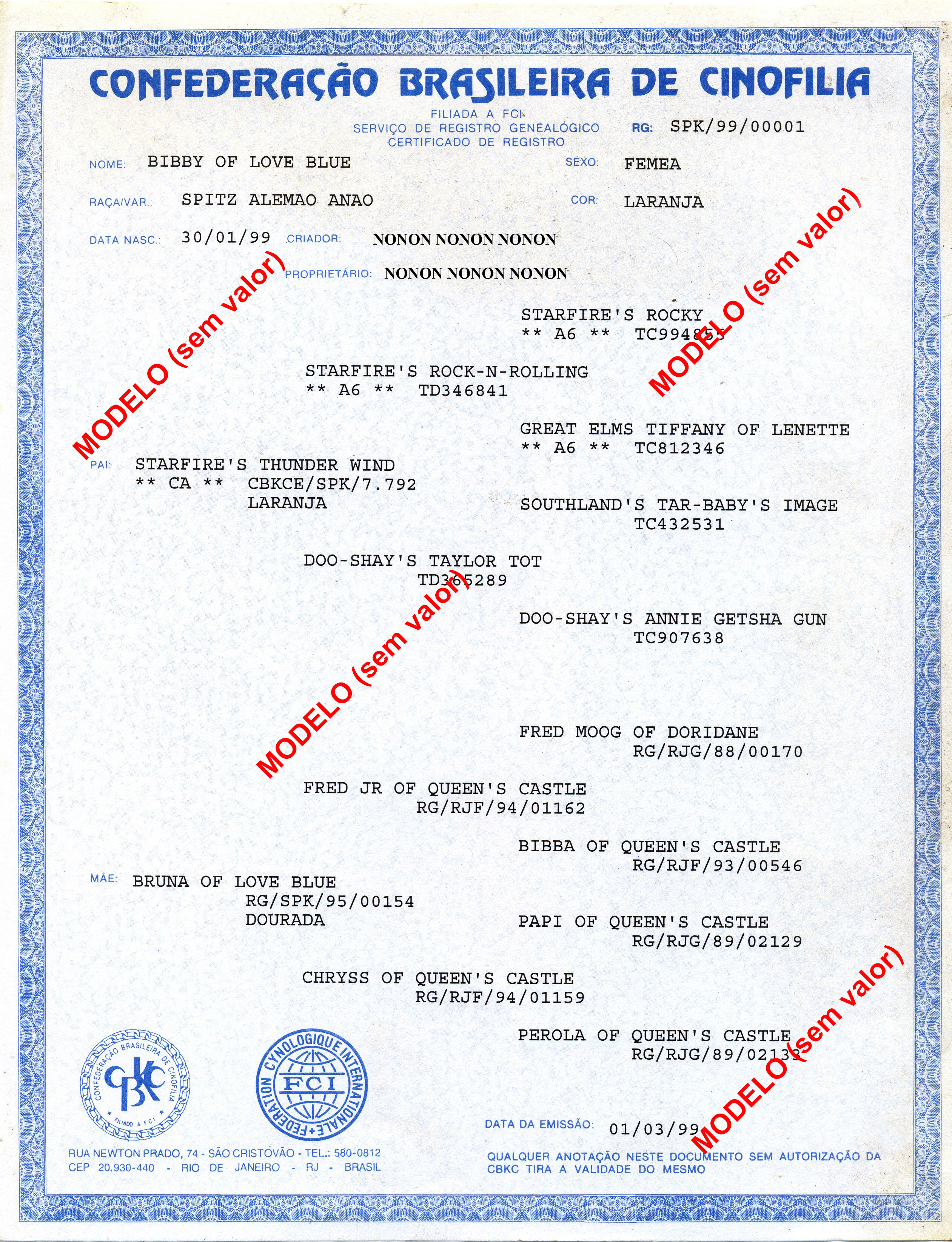
Pedigree emitido pela Confederação Brasileira de Cinofilia.

A CBKC  foi criada como sucessora dos convênios do antigo Brasil Kennel Clube e hoje congrega federações estaduais e Kennel Clubes, que correspondem a cerca de noventa associações sediadas em capitais e diversos municípios no Brasil.
A confederação promove eventos como shows de conformação para cães de raça pura, provas de trabalho para cães adestrados, agility, etc, e serviços pagos como registro de canil, emissão de pedigrees (de cor azul) para cães de raças puras reconhecidas pelo sistema que a confederação representa (FCI), pedigrees de cor vermelha para raças puras ainda não reconhecidas pela FCI, e emissão do chamado Certificado de Pureza Racial (CPR), antigo Registro Inicial (RI), que trata-se de um documento de registro (cor marrom) concedido para cães sem pedigree que, mediante a avaliação visual de três juízes, são aprovados nos casos em que a morfologia está minimamente em conformidade com o que é descrito no padrão oficial da raça em questão.
A CBKC não mais é reconhecida oficialmente pelo Governo Federal para a execução do registro genealógico de cães desde 20 de abril de 2010, com a publicação da Portaria 306 do Ministério da Agricultura, Pecuária e Abastecimento.

## Grupo 11
A confederação possui uma particularidade: apesar de ser a representante da FCI no Brasil, e esta só dividir as raças reconhecidas em apenas 10 grupos, a CBKC inovou ao criar um grupo totalmente à parte: o "Grupo 11 - Raças não reconhecidas pela FCI", onde incorpora algumas raças nacionais que ainda não foram aceitas por nenhuma outra entidade, e também raças estrangeiras que são reconhecidas por organizações que não fazem parte do sistema FCI. Para as raças deste grupo a CBKC emite o pedigree de cor vermelha.